# Таурано
Таура̀но (на италиански: Taurano) е село и община в Южна Италия, провинция Авелино, регион Кампания. Разположено е на 162 m надморска височина. Населението на общината е 1615 души (към 2011 г.).